# Чернуш, Шандор
Шандор Чернуш (венг. Csernus Sándor, родился 21 марта 1950, Алдьё) — венгерский историк, декан факультета искусств Университета Сегеда.

## Биография
Шандор Чернуш родился в Алдье. В 1975 году oкончил Сегедский Университет имени Йожефа Аттилы.
В 1997 году он получил степень Доктора философии (PhD) по истории науки в Сегедском Университете имени Йожефа Аттилы. 
Он преподавал за рубежом, в французских университетах (Лион, Анжер, Париж).
Его учебы были опубликованы в престижных венгерских и международных изданиях, и около 120 статей и книг были опубликованы.
Он известный и уважаемый учёный как в Венгрии, так и во всем мире.  
Он представляет свои достижения на очень научных конференциях.
Его научная деятельность связана с написанием большого количества книг, и он обогатил новейшую историческую литературу ценными работами. 

## Награды
- Кавалер ордена Академических пальм (1998)
- Офицер французского ордена Искусств и литературы (2001)
- Офицер французского ордена «За заслуги» (2001)
- Pro Urbe города Сегед (2002)
- Кавалер рыцарского креста венгерского ордена Заслуг (2006)
- Кавалер ордена Почётного легиона (2011)[1]